# Мамиконов, Георгий Рубенович
Георгий Рубенович Мамиконов (25 марта 1945, Москва — 28 июня 2021, там же) — советский и российский певец армянского происхождения. Основатель и руководитель шоу-группы «Доктор Ватсон» (1985—2021). Заслуженный деятель искусств Российской Федерации (2006). Заслуженный артист Российской Федерации (1995).

## Биография
Творческая карьера

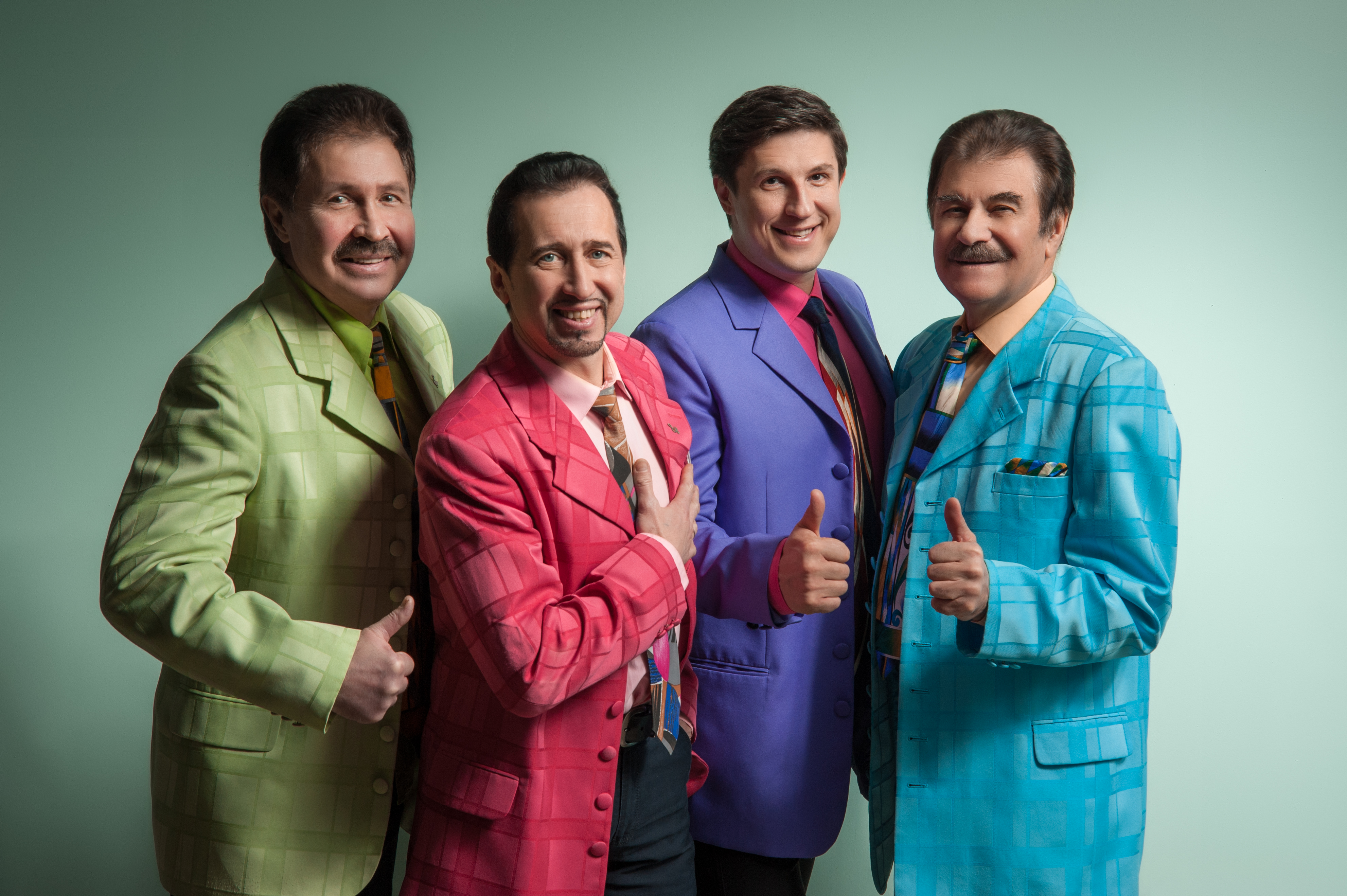
Шоу-группа «Доктор Ватсон», 2018 год

Родился в Москве 25 марта 1945 года. Детские и юношеские годы Георгий провёл на Красной Пресне. Окончил Московское музыкальное училище им. Октябрьской революции (ныне — Институт им. Шнитке), где стал петь в вокальном ансамбле дирижёрско-хорового факультета. Голос (бас) с рабочим диапазоном три с половиной октавы, тембрально богатый, выразительный и подвижный. Первые песни, записанные ансамблем на Центральном радио — «Эхо» и «Голубые города», где Георгий Мамиконов спел соло, открыли ему дорогу на большую эстраду. Был приглашён композитором Юрием Саульским в джаз-оркестр «ВИО-66».
В 1971 году поступил на работу в Москонцерт. В том же году окончил Московский государственный заочный педагогический институт. В 1973—1978 годах в ВИА «Верные друзья». 1980 год — Лауреат в телевизионного конкурса «С песней по жизни».
1985 — создаёт группу «Сюрприз», в 1988 году она переименовывается в шоу-группу «Доктор Ватсон», в которой он являлся бессменным руководителем, вдохновителем, организатором и солистом.
В 1991 году совместно с группой получил звание Лауреата конкурса «Шлягер-91». В 1995 году — коллективу присвоено звание Лауреатов Премии Правительства Москвы. В 2002—2012 годы вручалась ежегодная премии «Киноватсон». В основу легла идея Георгия Мамиконова об учреждении награды мастерам музыкального, композиторского, песенного и исполнительского искусства в отечественном кинематографе. Здесь он являлся не только исполнителем, солистом, а ещё музыкальным продюсером и организатором премии.
Награды и звания
Заслуженный деятель искусств РФ (2006)
Заслуженный артист РФ (1995).
Лауреат премии Правительства Москвы (1995)
Лауреат телеконкурса «С песней по жизни» (1980)
Лауреат «Шлягер-91» (1991)
Художественный руководитель, солист шоу-группы «Доктор Ватсон» (1985).
Хобби
Увлекался фалеристикой, был участником Общества геральдистов и болельщиком клуба ЦСКА.
Болезнь и смерть
Георгий Рубенович Мамиконов скончался утром в понедельник, 28 июня 2021 года в 09:30, на 77-м году жизни, в Москве, от последствий COVID-19, который был диагностирован у него 11 июня 2021 года. Прощание и отпевание прошли 2 июля в храме Рождества Иоанна Предтечи на Пресне. Похоронен в одной могиле с родителями на Химкинском кладбище (участок № 21а).

## Семья
Личная жизнь
Мать: Мамиконова (Целлер) Эльвира Гергардовна. Родилась 18 ноября 1920 года в городе Армавире (Краснодарский край). Окончила Музыкально-педагогический институт им. Гнесиных. Учитель пения. Преподаватель дирижёрско-хоровых дисциплин в Московском музыкальном училище им. Октябрьской революции (ныне — Институт им. Шнитке). Умерла 2 марта 2003 года.
Отец: Мамиконов Рубен Вартанович. Родился 16 апреля 1916 года в городе Харькове (Украина). Окончил Батайское авиационное училище. В годы войны проходил службу инструктором по подготовке лётчиков. Звание — полковник военно-морской авиации. Умер 27 июля 2006 года.
Сестра: Турчанинова (Мамиконова) Нинна Рубеновна, родилась 19 октября 1940 года в городе Москва. Окончила МГПИ имени Ленина. Учитель начальных классов.
Дед по отцу: Мамиконов Вартан Лузгенович, родился в 1884 году в городе Армавир (Краснодарский край). Галантерейщик.
Бабушка по отцу : Мамиконова Христина Мкртычевна, родилась 23 марта 1889 года в городе Армавир (Краснодарский край). Белошвейка.
Дед по матери : Госман Гергард Генрихович, родился 14 марта 1884 года в городе Армавир (Краснодарский край). Столяр. Революционер. Расстрелян.
Бабушка по матери: Целлер Нинна Александровна, родилась 28 марта 1889 года в городе Харьков (Украина). Солистка Харьковской филармонии. Двоюродная сестра Народного артиста СССР кинорежиссёра Сергея Аполлинариевича Герасимова.
Жена — Любовь Михайловна Мамиконова (Левина) (род. 2 декабря 1942 года в городе Чойбалсане (Монголия)). Закончила Московский Государственный заочный пединститут. Педагог по музыке и пению. Арт-директор Шоу-группы «Доктор Ватсон». В браке с 1964 года.
Дочь — Юлия Георгиевна Мамиконова (род. 29 августа 1974 года в городе Москве). Окончила Музыкальный институт им. Шнитке (хормейстер, преподаватель) и Институт Современного Искусства (режиссёр театрализованных представлений и празднеств). Работала учителем музыки, педагогом по вокалу, режиссёром концерных программ и массовых мероприятий, руководила детской вокальной студией «Ватсон Junior».

## Память
https://www.kinopoisk.ru/name/373155/
https://www.vremya.tv/announce/14750
http://www.shansonprofi.ru/archiv/notes/paper344.html
https://terrahd.ru/92944-novye-bremenskie-2000.html